# Xiuladora de coroneta rogenca
La xiuladora de coroneta rogenca (Aleadryas rufinucha) és una espècie d'ocell de família dels oreoícids (Oreoicidae). Se l'ha considerat de classificació controvertida (Incertae sedis). És l'única espècie del gènere Aleadryas. Habita el pis inferior dels boscos de les muntanyes de Nova Guinea.